# Gare de Dietikon
La gare de Dietikon est une gare ferroviaire suisse située dans la commune Dietikon, dans le canton de Zurich (vallée de la Limmat). La gare se trouve sur la ligne principale Zurich-Olten des Chemins de fer fédéraux suisses (CFF) et est également le terminus de la ligne à voie métrique du Chemin de fer Bremgarten-Dietikon (de) (BD),.
La gare de Dietikon ne doit pas être confondue avec la gare de Dietlikon, située à Dietlikon dans la vallée de la Glatt (canton de Zurich).

## Histoire

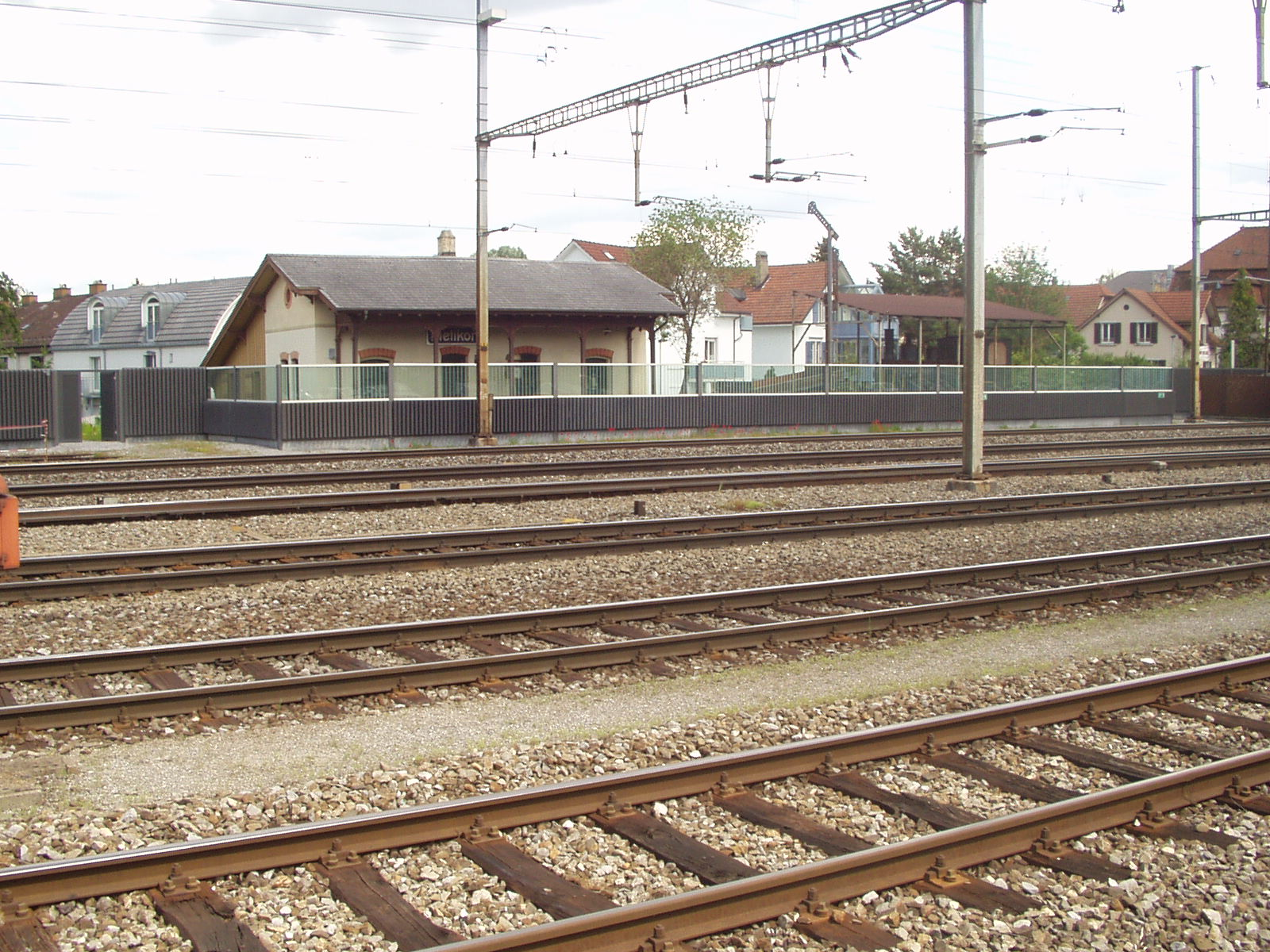
Gare d'origine.

La première gare sur le site a été construite par les Chemins de fer du Nord‑Suisse (en) en 1847, dans le cadre de leur ligne pionnière reliant Zurich à Baden, et a été l'une des premières gares de Suisse. Le bâtiment d'origine de la gare a été construit au nord de la voie ferrée et existe toujours, bien qu'il soit aujourd'hui utilisé par une association d'amateurs de chemins de fer.
La gare d'origine a été remplacée dans les années 1860 par un nouveau bâtiment situé du côté sud de la voie ferrée, au centre de la ville. Ce bâtiment a été remplacé dans les années 1970 par le grand bâtiment actuel de la gare, situé du même côté de la ligne.

## Service des voyageurs

### Desserte
Depuis le changement horaire du 11 décembre 2022, voici les trains qui desservent la gare : InterRegio 36 : entre Zurich Aéroport et Bâle CFF, via Zurich ; RER zurichois : S11 cadence semi-horaire vers Aarau (pendant les heures de pointe) via Lenzburg, et toutes les heures vers Seuzach ou Sennhof-Kyburg (vers Wila pendant les heures de pointe), tous deux via Zurich et Winterthour ; S12 service toutes les demi-heures à destination de Brugg AG via Baden, et toutes les heures à destination de Schaffhouse ou Weinfelden, toutes deux via Zurich et Winterthour ; S17 service toutes les demi-heures à destination de Wohlen via Bremgarten ; S19 toutes les heures vers Koblenz via Baden (aux heures de pointe), toutes les demi-heures vers Effretikon (aux heures de pointe vers Pfäffikon ZH) via Zurich ; S42 cadence horaire aux heures de pointe vers Muri AG, et vers Zurich.

Installations et dessertes
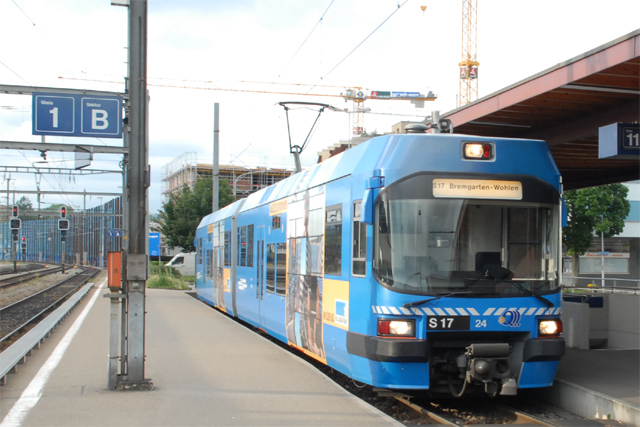
Un train de la BD à quai, avec la ligne principale à gauche
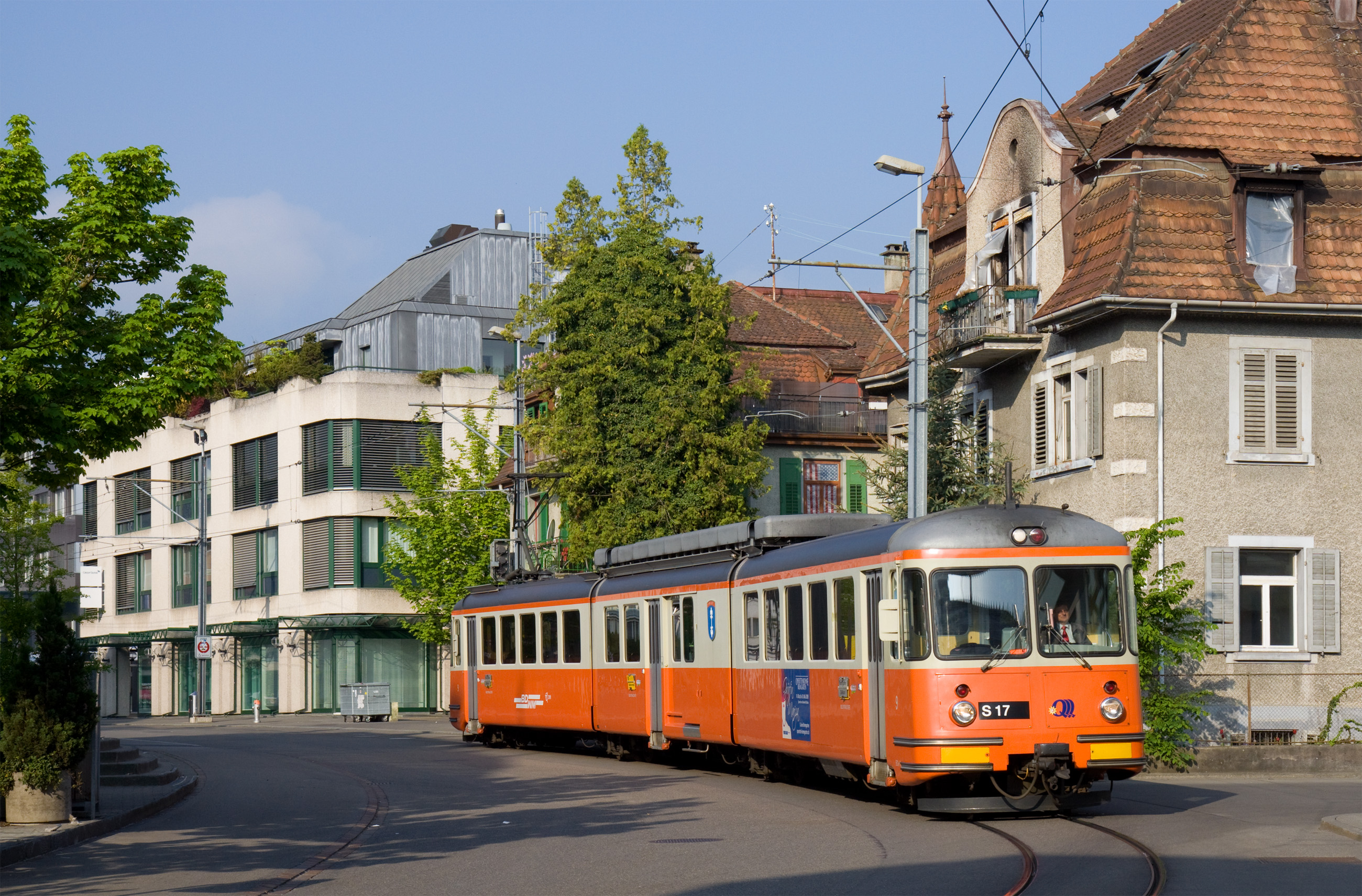
Un train de la BD en approche de la gare
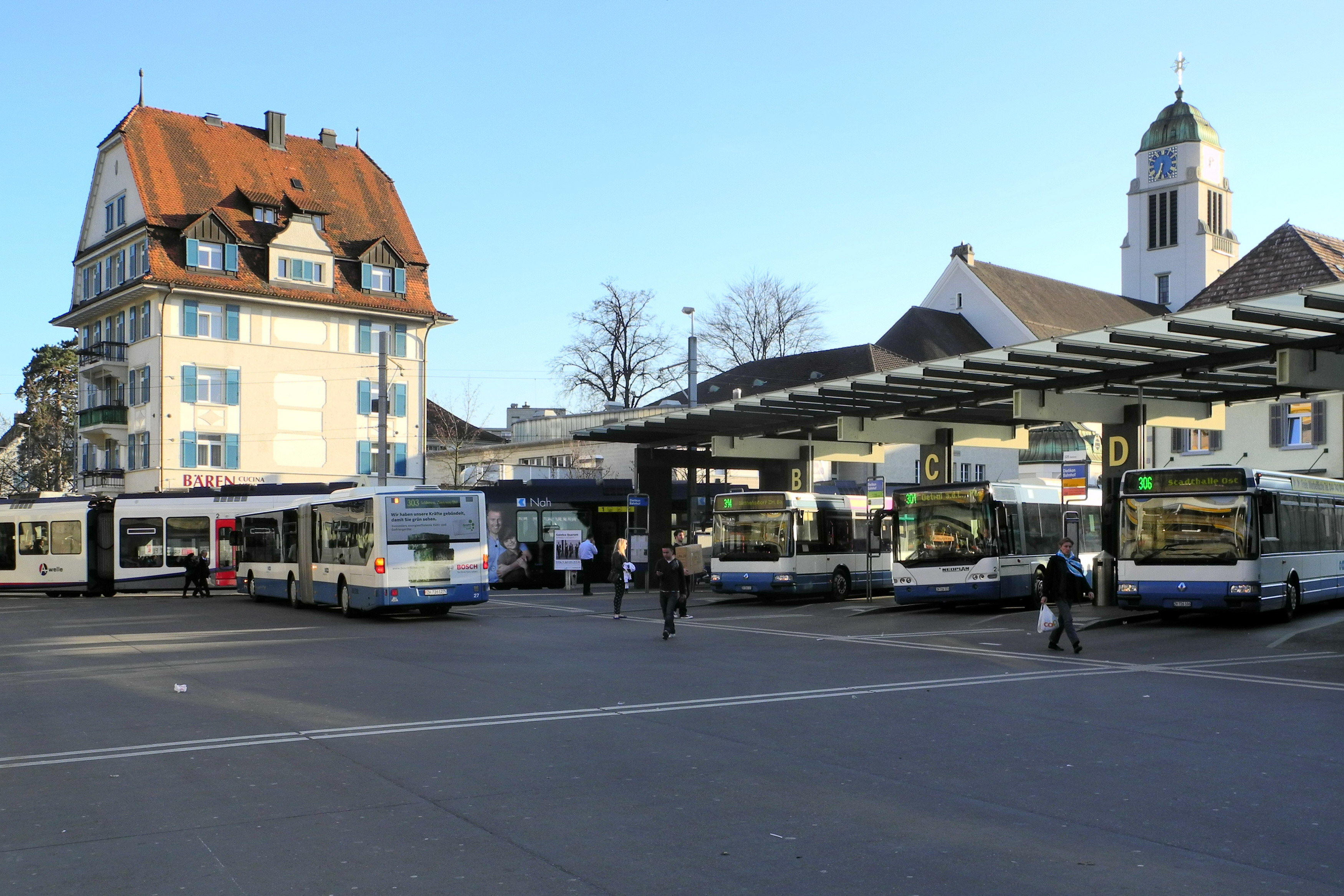
La gare routière avec le train de la BD en arrière-plan